# Cwaliny (Biała Piska)
Cwaliny [t͡sfaˈlʲinɨ] (deutsch Groß Zwalinnen, 1932–1938 Zwalinnen, 1938–1945 Schwallen) ist ein Dorf in der polnischen Woiwodschaft Ermland-Masuren. Es gehört zur Gmina Biała Piska (Stadt- und Landgemeinde Bialla, 1938–1945 Gehlenburg) im Powiat Piski (Kreis Johannisburg).

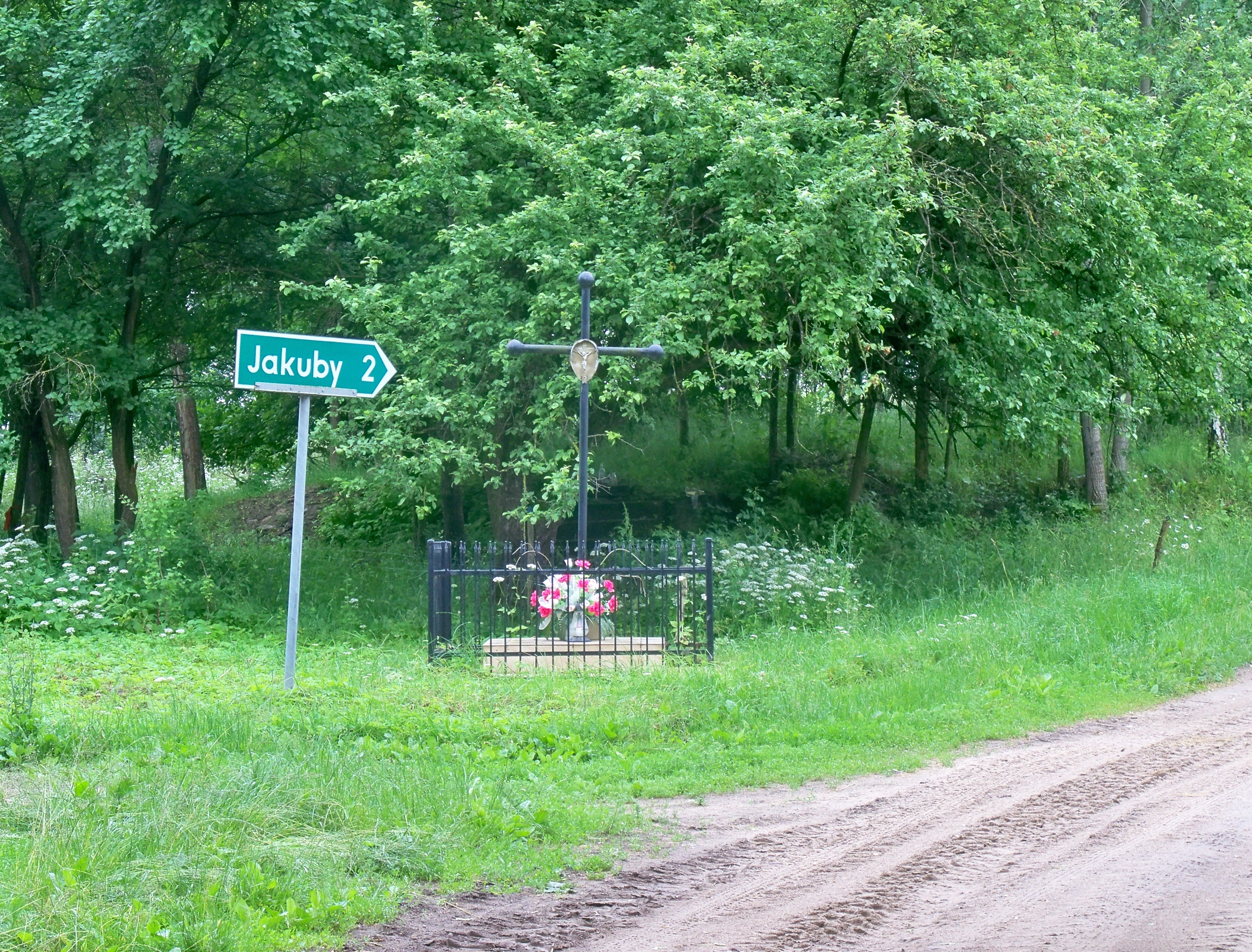
Wegkreuz in Cwaliny

## Geographische Lage
Cwaliny liegt im südlichen Osten der Woiwodschaft Ermland-Masuren, 17 Kilometer südöstlich der Kreisstadt Pisz (deutsch Johannisburg).

## Geschichte
Das 1471 gegründete und Zcwalini, nach 1579 Zwallinnen, nach 1785 Groß Czwalinnen, nach 1871 Groß Zwalinnen, 1932 Zwalinnen genannte Dorf wurde durch den Deutschen Ritterorden mit zwei Hufen Übermaß ausgegeben.
Von 1874 bis 1945 war der Ort in den Amtsbezirk Morgen eingegliedert.
Aufgrund der Bestimmungen des Versailler Vertrags stimmte die Bevölkerung im Abstimmungsgebiet Allenstein, zu dem Groß Czwalinnen gehörte, am 11. Juli 1920 über die weitere staatliche Zugehörigkeit zu Ostpreußen (und damit zu Deutschland) oder den Anschluss an Polen ab. In Groß Czwalinnen stimmten 160 Einwohner für den Verbleib bei Ostpreußen, auf Polen entfielen keine Stimmen.
Vom 23. September 1932 bis zum 3. Juni 1938 änderte sich der Ortsname unter Weglassung des Zusatzes von „Groß Czwalinnen“ in „Zwalinnen“, um dann durch die wohl nicht fremdländisch klingende Bezeichnung „Schwallen“ ersetzt zu werden.
In Kriegsfolge kam das Dorf 1945 mit dem gesamten südlichen Ostpreußen zu Polen und erhielt die polnische Namensform Cwaliny. Heute ist es Sitz eines  Schulzenamtes und somit eine Ortschaft in der Stadt- und Landgemeinde Biała Piska (Bialla, 1938–1945 Gehlenburg) im Powiat Piski (Kreis Johannisburg), bis 1998 der Woiwodschaft Suwałki, seither der Woiwodschaft Ermland-Masuren zugehörig. Im Jahr 2011 zählte Cwaliny 90 Einwohner.

### Entwicklung der Einwohnerzahl
| Jahr | Anzahl | Anmerkungen |
| ---- | ------ | ----------- |
| 1818 | 142    | [ 8 ]       |
| 1838 | 240    |             |
| 1871 | 219    |             |
| 1885 | 258    |             |
| 1895 | 246    |             |
| 1905 | 243    |             |
| 1910 | 245    | [ 9 ]       |
| 1925 | 249    | [ 8 ]       |
| 1933 | 254    | [ 10 ]      |
| 1939 | 219    |             |
| 2011 | 90     | [ 7 ]       |

## Religionen
Groß Zwalinnen war bis 1945 in die evangelische Kirche Kumilsko (1938–1945 Morgen, polnisch Kumielsk) in der Kirchenprovinz Ostpreußen der Evangelischen Kirche der Altpreußischen Union sowie in die römisch-katholische Kirche Johannisburg (polnisch Pisz) im Bistum Ermland eingepfarrt. 
Heute gehört Cwaliny katholischerseits zur Pfarrei Kumielsk im Bistum Ełk der Römisch-katholischen Kirche in Polen. Die evangelischen Einwohner halten sich zur Kirchengemeinde in Biała Piska, einer Filialgemeinde der Pfarrei Pisz in der Diözese Masuren der Evangelisch-Augsburgischen Kirche in Polen.

## Verkehr
Cwaliny ist von Kumielsk aus über eine Nebenstraße sowie von Jakuby (Jakubben) aus über einen Landweg erreichbar. 